# Rheinische Anzeigenblätter
Die Rheinische Anzeigenblätter GmbH & Co. KG ist ein Medienunternehmen aus Köln, das vor allem für die Publikation seiner Anzeigenblätter bekannt ist.

## Unternehmen
Die Mediengruppe DuMont und das Verlagshaus Heinen aus Köln betreiben bereits seit mehreren Jahrzehnten im Bereich der kostenlosen Anzeigenblätter zusammen das Gemeinschaftsunternehmen unter der Firmierung Rheinische Anzeigenblatt GmbH & Co. KG mit einer jeweils paritätischen fünfzigprozentigen Beteiligungsstruktur.
DuMont ist unter anderem für die Herausgabe der im Großraum Köln am stärksten verbreiteten kostenpflichtigen Tageszeitung Kölner Stadt-Anzeiger verantwortlich, während Heinen als Herausgeber der ebenfalls in der Region sehr stark verkauften Tageszeitung Kölnische Rundschau fungiert.
Die Anzeigenblätter des Gemeinschaftsunternehmens Rheinische Anzeigenblatt GmbH & Co. KG erscheinen alle ausschließlich nur im selben Gebiet der jeweiligen Tageszeitungen der beiden beteiligten Verlage. Die jeweiligen Ausgaben der Anzeigenblätter erscheinen meist wöchentlich. Die kostenlos verteilten Zeitungen sind unter anderem je Exemplar mit aktuellen Werbeprospekten lokaler Händler und anderer Unternehmen als Werbebeilage bestückt.
In den meisten Verbreitungsgebieten sind die Anzeigenblätter der Rheinische Anzeigenblatt GmbH & Co. KG nahezu konkurrenzlos und üben wegen des jeweils starken regionalen Bezugs sowie der konsequenten Weiterführung langjährig bekannter Zeitungstitel eine marktbeherrschende Stellung aus.

## Verlagsstruktur

### Verlage in Vollbesitz
Die Rheinische Anzeigenblatt GmbH & Co. KG ist an den nachfolgenden Anzeigenblattverlagen zu hundert Prozent beteiligt:
- Bergisches Handelsblatt GmbH & Co. KG
- EWI Euskirchener Werbe-Informationen GmbH & Co. KG
- Kölner Anzeigenblatt GmbH & Co. KG
- Leverkusener Anzeigenblatt GmbH & Co. KG
- Oberbergische Anzeigenblatt GmbH & Co. KG
- SPO Sonntags Post Verlag GmbH & Co. KG
- Verlag Anzeigen und Informationen GmbH & Co. KG
- VSW Verlag Schlossbote/Werbekurier GmbH & Co. KG
- Werbepost Anzeigenblatt GmbH & Co. KG

### Verlage in Teilbesitz
Die Rheinische Anzeigenblatt GmbH & Co KG ist an dem nachfolgenden Anzeigenblattverlag zu 66,6 Prozent beteiligt:
- Bonner Anzeigenblatt GmbH & Co. KG

## Anzeigenblatttitel
Die Rheinische Anzeigenblatt GmbH & Co. KG vertreibt die nachfolgenden regionalen Anzeigenblätter, die ausschließlich in ausgezählten Städten bzw. Gemeinden im Großraum Köln erscheinen und dort per Boten an jeden Haushalt meist wöchentlich verteilt werden:
- Anzeigen-Echo (Städte bzw. Gemeinden im Oberbergischen Kreis: Bergneustadt, Engelskirchen, Gummersbach, Lindlar, Marienheide, Reichshof, Wiehl und Wipperfürth)
- Bergisches Handelsblatt (Städte bzw. Gemeinden im Rheinisch-Bergischen Kreis: Bergisch Gladbach, Kürten, Odenthal, Overath und Rösrath)
- Blickpunkt Euskirchen (Städte bzw. Gemeinden im Kreis Euskirchen: Bad Münstereifel, Euskirchen, Mechernich, Nettersheim, Weilerswist und Zülpich)
- Blickpunkt Meckenheim (Stadt Bonn sowie Städte bzw. Gemeinden im Rhein-Sieg-Kreis und im Kreis Ahrweiler: Bonn, Grafschaft, Meckenheim, Rheinbach, Swisttal und Wachtberg)
- Brühler Schlossbote (Stadt Brühl)
- Express – Die Woche (Stadt Köln), am 4. Februar 2022 aus Kölner Wochenspiegel und Porz Aktuell hervorgegangen[3]
- Extra-Blatt (Städte bzw. Gemeinden im Rhein-Sieg-Kreis: Bad Honnef, Eitorf, Hennef, Königswinter, Lohmar, Much, Neunkirchen-Seelscheid, Niederkassel, Ruppichteroth, Sankt Augustin, Siegburg, Troisdorf und Windeck)
- Lokal-Anzeiger (Städte bzw. Gemeinden im Oberbergischen Kreis: Morsbach, Nümbrecht, Reichshof, Waldbröl und Windeck)
- Lokale Informationen (Stadt Leverkusen sowie Städte bzw. Gemeinden im Rheinisch-Bergischen Kreis: Burscheid und Leichlingen)
- Schaufenster Bonn (Stadt Bonn, sowie Städte bzw. Gemeinden im Rhein-Sieg-Kreis: Alfter und Bornheim)
- Werbekurier (Stadt Wesseling)
- Werbepost (Städte bzw. Gemeinden im Rhein-Erft-Kreis: Bedburg, Bergheim, Elsdorf, Erftstadt und Kerpen)
- Wochenende (Städte bzw. Gemeinden im Rhein-Erft-Kreis: Frechen, Hürth und Pulheim)